# Identidade (álbum de Anderson Freire)
Identidade é o álbum de estreia do cantor Anderson Freire, lançado em 2010 pela gravadora MK Music. A cantora Bruna Karla faz participação na música "Identidade" que dá nome ao Álbum, e a Banda Giom na música "Primeira Essência".  O álbum foi certificado pela ABPD como Disco de Platina, pela vendagem de mais de 80 mil cópias. Todas as músicas foram compostas pelo próprio cantor.

## Clipe
| Música          | Lançamento          |
| --------------- | ------------------- |
| Coração Valente | 21 de março de 2011 |

## Faixas
1. Identidade (ft. Bruna Karla)
(Anderson Freire)
2. Coração Valente (Anderson Freire)
3. Capacita-me (Anderson Freire)
4. Canção do Céu (Anderson Freire e André Freire)
5. Primeira Essência (ft. Banda Giom)
(Anderson Freire)
6. Colisão (Anderson Freire)
7. Meu Carpinteiro (Anderson Freire)
8. Imperfeito (Anderson Freire)
9. Remédio Sobrenatural (Anderson Freire)
10. A Senha (Anderson Freire)
11. Imensidão (Anderson Freire)
12. Coração de Jó (Anderson Freire)
13. Adorador (Anderson Freire, Dione Freire, Aretusa e André Freire)